# Vuelta Ciclista de Chile 2000
La 23.ª edición de la Vuelta Ciclista de Chile fue una competencia ciclista que se llevó a cabo del 23 de marzo al 2 de abril de 2000. La etapa comenzó con un prólogo a contrarreloj de cuatro kilómetros en el corazón de Santiago.

## Etapas

### 22-03-2000:Vitacura—Vitacura(4 km)
| Posición | Prólogo                 | Prólogo  | Clasificación general   | Clasificación general |
| Posición | Nombre                  | Tiempo   | Nombre                  | Tiempo                |
| -------- | ----------------------- | -------- | ----------------------- | --------------------- |
| 1.       | Steve Speaks            | 00:04.32 | Steve Speaks            | 00:04.32              |
| 2.       | Luis Fernando Sepúlveda | +0.02    | Luis Fernando Sepúlveda | +0.02                 |
| 3.       | Enzo Cesario            | +0.04    | Enzo Cesario            | +0.04                 |

### 24-03-2000:Santiago—Los Andes(109.9 km)
| Posición | Etapa 1           | Etapa 1  | Clasificación general | Clasificación general |
| Posición | Nombre            | Tiempo   | Nombre                | Tiempo                |
| -------- | ----------------- | -------- | --------------------- | --------------------- |
| 1.       | Andriss Reiss     | 02:19.41 | Andriss Reiss         | ????????              |
| 2.       | Michael McNena    | +0.06    | Sven Harms            | +0.01                 |
| 3.       | Richard Rodríguez | —        | Richard Rodríguez     | +0.05                 |

### 25-03-2000:Los Andes—Viña del Mar(133.6 km)
| Posición | Etapa 2                 | Etapa 2  | Clasificación general | Clasificación general |
| Posición | Nombre                  | Tiempo   | Nombre                | Tiempo                |
| -------- | ----------------------- | -------- | --------------------- | --------------------- |
| 1.       | Arturo Corvalán         | 03:01.34 | Andriss Reiss         | ????????              |
| 2.       | Ángel Pérez             | —        | Sven Harms            | +0.01                 |
| 3.       | Daniele Della Tommasina | —        | Richard Rodríguez     | +0.05                 |

### 26-03-2000:Viña del Mar—El Tabo(141.6 km)
| Posición | Etapa 3                 | Etapa 3  | Clasificación general | Clasificación general |
| Posición | Nombre                  | Tiempo   | Nombre                | Tiempo                |
| -------- | ----------------------- | -------- | --------------------- | --------------------- |
| 1.       | Andriss Reiss           | 03:20.56 | Andriss Reiss         | 08:46.44              |
| 2.       | Luis Fernando Sepúlveda | —        | Sven Harms            | +0.25                 |
| 3.       | Enzo Cesario            | —        | Richard Rodríguez     | +0.28                 |

### 27-03-2000:San Antonio—Los Maitenes(194.4 km)
| Posición | Etapa 4                 | Etapa 4  | Clasificación general | Clasificación general |
| Posición | Nombre                  | Tiempo   | Nombre                | Tiempo                |
| -------- | ----------------------- | -------- | --------------------- | --------------------- |
| 1.       | Israel Ochoa            | 05:31.29 | Andriss Reiss         | 14:18.17              |
| 2.       | Richard Rodríguez       | +0.04    | Richard Rodríguez     | +0.22                 |
| 3.       | Luis Fernando Sepúlveda | —        | Sven Harms            | +0.25                 |

### 28-03-2000:San Fernando—Talca(164.9 km)
| Posición | Etapa 5         | Etapa 5  | Clasificación general | Clasificación general |
| Posición | Nombre          | Tiempo   | Nombre                | Tiempo                |
| -------- | --------------- | -------- | --------------------- | --------------------- |
| 1.       | Ángel Pérez     | 03:55.20 | Andriss Reiss         | 18:13.37              |
| 2.       | Víctor Garrido  | —        | Richard Rodríguez     | +0.22                 |
| 3.       | Arturo Corvalán | —        | Sven Harms            | +0.25                 |

### 29-03-2000:Cauquenes—Penco(140.5 km)
| Posición | Etapa 6           | Etapa 6  | Clasificación general | Clasificación general |
| Posición | Nombre            | Tiempo   | Nombre                | Tiempo                |
| -------- | ----------------- | -------- | --------------------- | --------------------- |
| 1.       | Enzo Cesario      | 03:28.41 | Andriss Reiss         | ???????               |
| 2.       | Richard Rodríguez | —        | Richard Rodríguez     | +0.22                 |
| 3.       | José Maneiro      | —        | Sven Harms            | +0.25                 |

### 30-03-2000:San Fernando—Talca(110 km)
| Posición | Etapa 7-A          | Etapa 7-A | Clasificación general | Clasificación general |
| Posición | Nombre             | Tiempo    | Nombre                | Tiempo                |
| -------- | ------------------ | --------- | --------------------- | --------------------- |
| 1.       | José Maneiro       | 02:26.22  | Andriss Reiss         | 24:08.40              |
| 2.       | Richard Rodríguez  | —         | Richard Rodríguez     | +0.08                 |
| 3.       | Christian Lademann | —         | Marco Arriagada       | +0.29                 |

### 30-03-2000:Chillán—Chillán(20 km)
| Posición | Etapa 7-B (Contrarreloj individual) | Etapa 7-B (Contrarreloj individual) | Clasificación general   | Clasificación general |
| Posición | Nombre                              | Tiempo                              | Nombre                  | Tiempo                |
| -------- | ----------------------------------- | ----------------------------------- | ----------------------- | --------------------- |
| 1.       | Steve Speaks                        | 00:23.54                            | Luis Fernando Sepúlveda | 24:33.17              |
| 2.       | Luis Fernando Sepúlveda             | +0.07                               | Richard Rodríguez       | +0.15                 |
| 3.       | Anton Villatoro                     | +0.09                               | Marco Arriagada         | +0.26                 |

### 31-03-2000:Quirihue—Curicó(213.2 km)
| Posición | Etapa 8            | Etapa 8  | Clasificación general   | Clasificación general |
| Posición | Nombre             | Tiempo   | Nombre                  | Tiempo                |
| -------- | ------------------ | -------- | ----------------------- | --------------------- |
| 1.       | Christian Lademann | 04:49.19 | Luis Fernando Sepúlveda | 29:22.50              |
| 2.       | Steve Speaks       | —        | Richard Rodríguez       | +0.14                 |
| 3.       | Lisandro Cruel     | —        | José Medina             | +0.47                 |

### 01-04-2000:Curicó—Santiago(190.9 km)
| Posición | Etapa 9            | Etapa 9  | Clasificación general   | Clasificación general |
| Posición | Nombre             | Tiempo   | Nombre                  | Tiempo                |
| -------- | ------------------ | -------- | ----------------------- | --------------------- |
| 1.       | Christian Lademann | 04:25.13 | Luis Fernando Sepúlveda | 33:48.14              |
| 2.       | Antonio Cabrera    | —        | Richard Rodríguez       | +0.14                 |
| 3.       | Anton Villatoro    | —        | José Medina             | +0.47                 |

### 02-04-2000:Santiago (Circuito "Providencia")(69.9 km)
| Posición | Etapa 10          | Etapa 10 | Clasificación general   | Clasificación general |
| Posición | Nombre            | Tiempo   | Nombre                  | Tiempo                |
| -------- | ----------------- | -------- | ----------------------- | --------------------- |
| 1.       | Gonzalo Garrido   | 01:26.37 | Luis Fernando Sepúlveda | 35:14.51              |
| 2.       | Roberto Lochowski | —        | Richard Rodríguez       | +0.14                 |
| 3.       | Ángel Pérez       | —        | José Medina             | +0.47                 |

## Clasificación final
| POSICIÓN | CICLISTA                | EQUIPO                 | TIEMPO   |
| -------- | ----------------------- | ---------------------- | -------- |
| 1.       | Luis Fernando Sepúlveda | Publiguías-Trek        | 35:14:51 |
| 2.       | Richard Rodríguez       | Unión Ciclista Curicó  | + 0.14   |
| 3.       | José Medina             | Unión Ciclista Curicó  | + 0.47   |
| 4.       | Andriss Reiss           | Sintofarm              | + 1.04   |
| 5.       | Christian Lademann      | Agro Adler Brandenburg | + 1.14   |
| 6.       | Pablo González          | Ekono - Go! Zuko       | + 1.36   |
| 7.       | Anton Villatoro         | 7 UP/Colorado Cyclist  | + 2.10   |
| 8.       | Marcelo Arriagada       | Ekono - Go! Zuko       | + 2.11   |
| 9.       | Sven Harms              | Rabié Omo - Chillán    | + 2.20   |
| 10.      | Libardo Niño            | Aguardiente Néctar     | + 2.28   |